# Strade regionali del Lazio
Come modificato da DGR 421/2011 la Rete Viaria Regionale (RvR) è gestita da Astral S.p.A. (Azienda STRAde Lazio), che è soggetto competente per la manutenzione ordinaria e straordinaria.
Le arterie gestite da questa azienda, sono divise in:

## Strade regionali

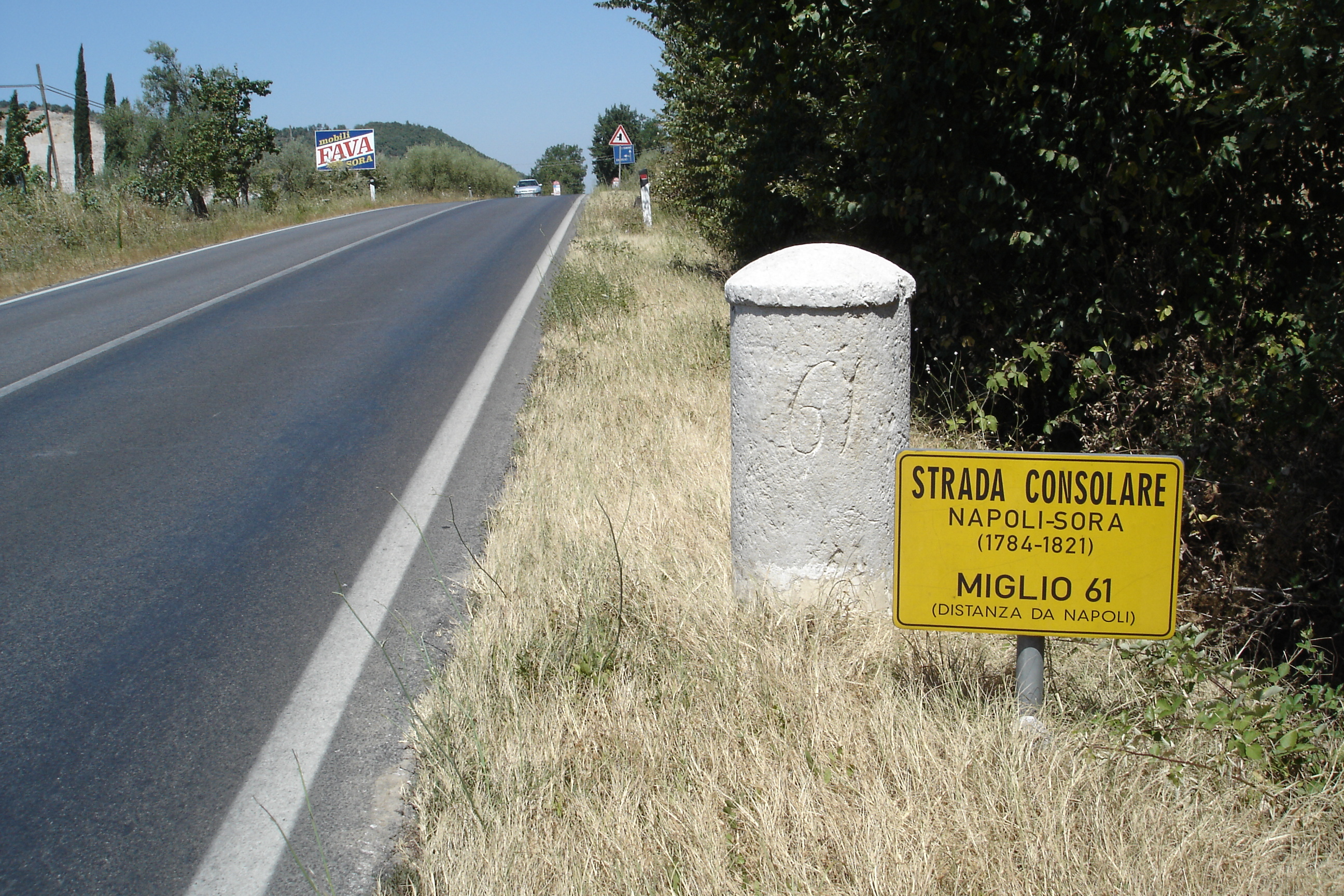
La SR6 Casilina sul vecchio tracciato della Sora-Napoli

- SR2 Cassia
- SR2/bis Cassia Veientana
- SR3 Flaminia
- SR4 bis del Terminillo
- SR5 Tiburtina
- SR6 Casilina La SR6 Casilina sul vecchio tracciato della Sora-Napoli
- SR7 dir/a Appia
- SR79 Ternana La SR79 Ternana nei pressi di Colli sul Velino
- SR82 della Valle del Liri
- SR148 Pontina
- SR149 di Montecassino
- SR155 di Fiuggi
- SR155 racc Raccordo di Fiuggi
- SR156 dei Monti Lepini

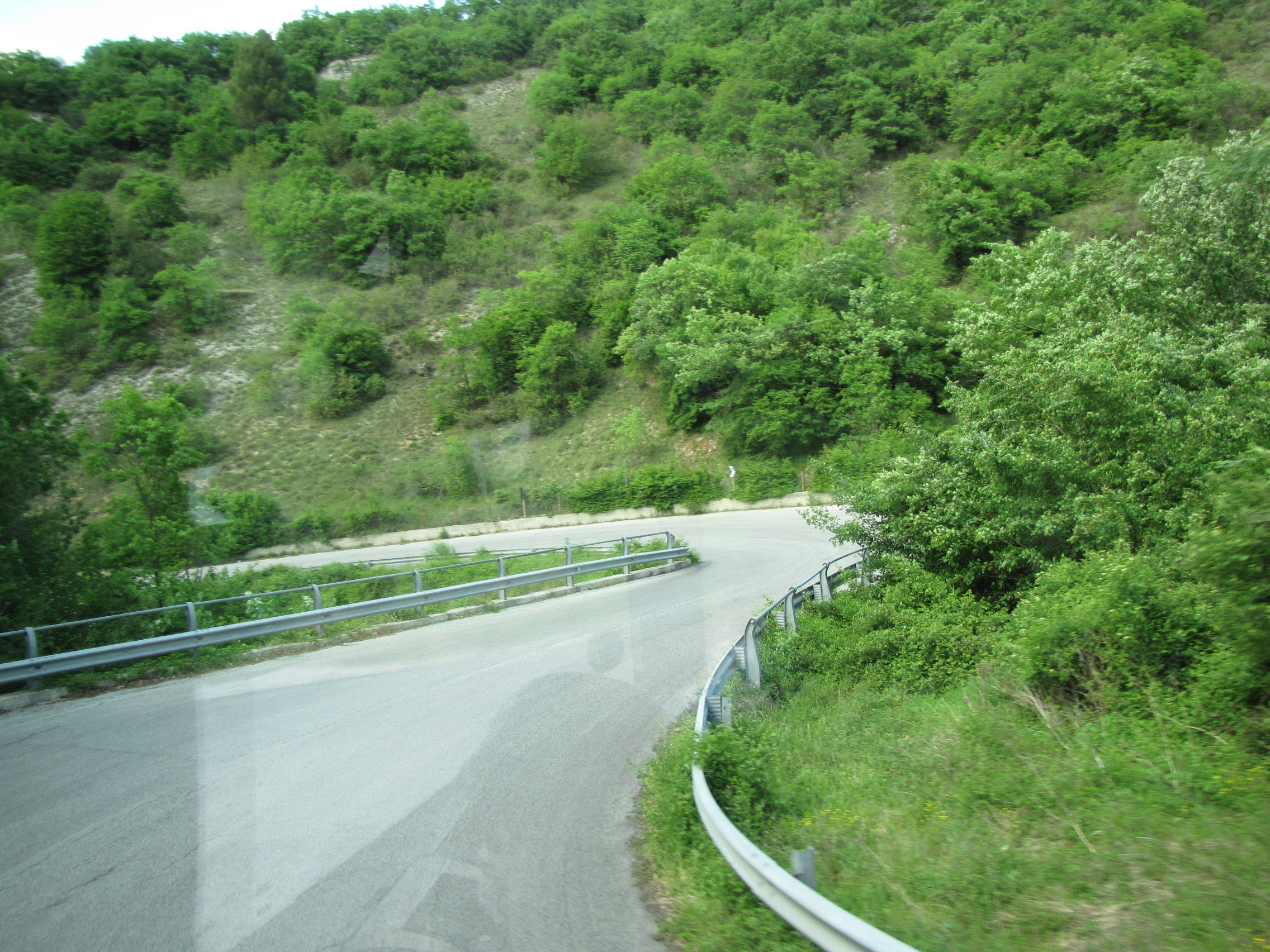
La SR79 Ternana nei pressi di Colli sul Velino

- SR156 var Variante dei Monti Lepini
- SR156 dir dei Monti Lepini
- SR207 Nettunense
- SR213 Flacca
- ex SR214 Maria e Isola Cassamari
- SR214 Maria e Isola Cassamari
- SR218 di Rocca di Papa
- SR260 Picente
- SR296 della Scafa
- SR312 Castense
- SR313 di Passo Corese
- SR314 Licinese
- SR411 Sublacense
- SR411 dir di Campocatino
- SR430 della Valle del Garigliano
- SR471 di Leonessa
- SR509 di Forca d'Acero
- SR521 di Morro
- SR577 del Lago di Campotosto
- SR578 Salto Cicolana La strada costruita insieme alla diga (Cicolana "vecchia", attuale SP 67) attraversa un'insenatura del lago del Salto

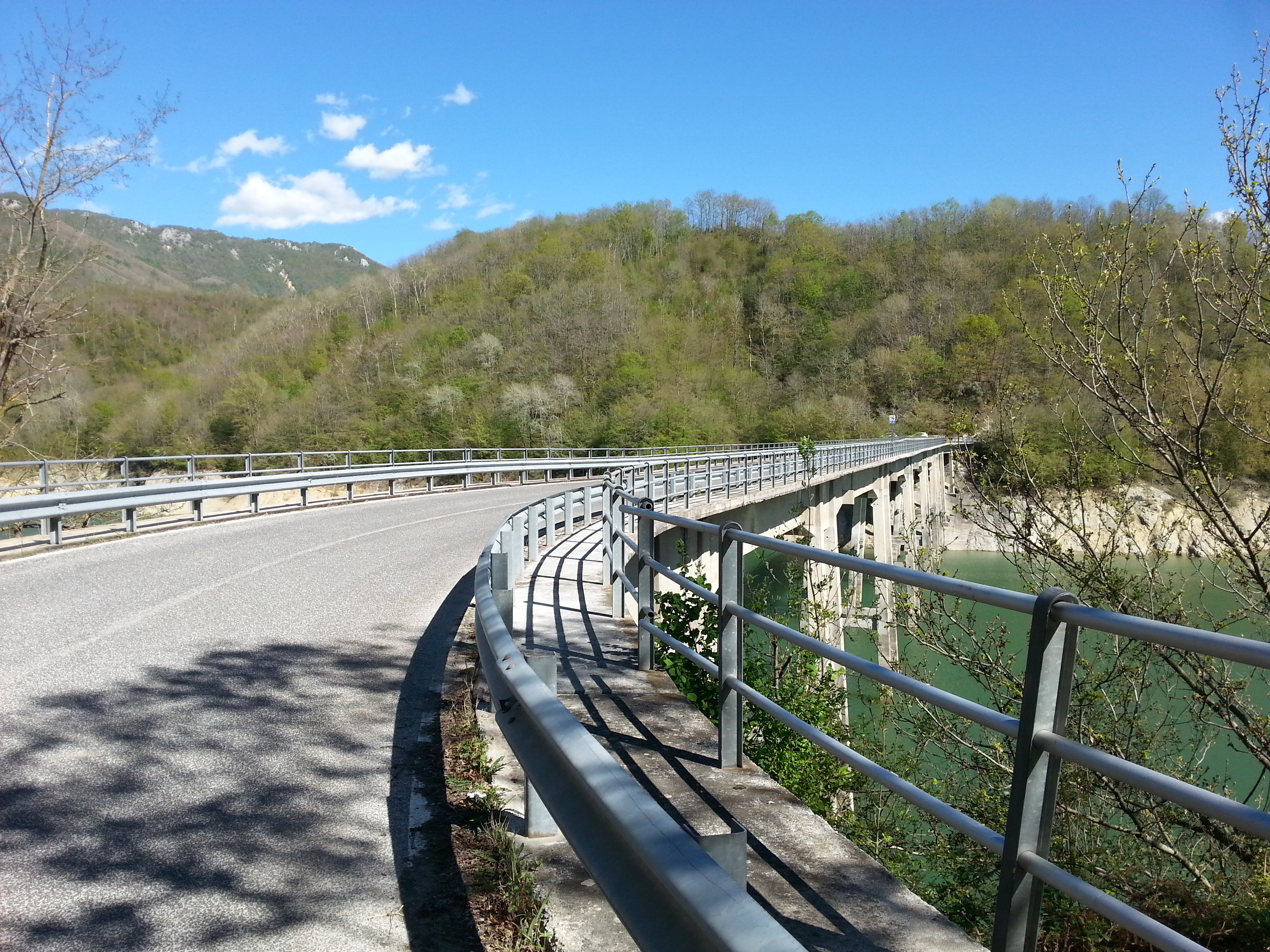
La strada costruita insieme alla diga (Cicolana "vecchia", attuale SP 67) attraversa un'insenatura del lago del Salto

  - SR578 (Tratto sotteso alla Rieti-Torano)
- SR609 Carpinetana
- SR627 della Vandra
- SR630 Ausonia
- SR637 di Frosinone e di Gaeta
- SR637 dir
- SR657 Sabina
- SR666 di Sora

## Strada a scorrimento veloce
- SSV Sora-Cassino

## Tangenziali
- Tangenziale di Cisterna
- Tangenziale dei Castelli

## Bretella Stradale
- Bretella SR314 - SS4 dir

## Tabella percorsi
| Tipo e Numerazione                       | Denominazione                 | Inizio                           | Fine                                                                    | Chilometraggio di competenza regionale | Chilometraggio di competenza muniucipale |
| ---------------------------------------- | ----------------------------- | -------------------------------- | ----------------------------------------------------------------------- | -------------------------------------- | ---------------------------------------- |
| SR2                                      | Cassia                        | Roma                             | Centeno (confine con Toscana)                                           | 141+612                                | 28+910                                   |
| SR2 Bis                                  | Cassia Veientana              | Roma                             | Le Rughe                                                                | 14+000                                 |                                          |
| SR3                                      | Flaminia                      | Roma                             | Magliano Sabina (confine con Umbria)                                    | 67+340                                 | 7+000                                    |
| SR4 Bis                                  | del Terminillo                | Rieti                            | Rialto del Terminillo - Pian de' Valli                                  | 22+000                                 | 5+000                                    |
| SR5                                      | Tiburtina Valeria             | Roma                             | Arsoli (confine con Abruzzo)                                            | 71+456                                 | 30+056                                   |
| SR6                                      | Casilina                      | Roma                             | San Vittore del Lazio (confine con Molise)                              | 151+418                                | 35+590                                   |
| SR7 dir/a                                | Appia dir                     | Terracina                        | Terracina                                                               | 2+000                                  |                                          |
| SR79                                     | Ternana                       | Rieti                            | Madonna della Luce (confine con Umbria)                                 | 22+068                                 | 4+583                                    |
| SR82                                     | della Valle del Liri          | Ceprano                          | Itri (confine con Abruzzo)                                              | 79+059                                 | 17+170                                   |
| SR148                                    | Pontina                       | Roma                             | Terracina                                                               | 99+200                                 |                                          |
| SR149                                    | di Montecassino               | Cassino                          | Montecassino                                                            | 8+738                                  |                                          |
| SR155                                    | di Fiuggi                     | Frosinone                        | San Cesareo                                                             | 74+600                                 | 2+100                                    |
| SR155 Racc                               | Raccordo di Fiuggi            | Fiuggi                           | Casello di Anagni-Fiuggi Terme (A1)                                     | 18+700                                 |                                          |
| SR156                                    | dei Monti Lepini              | Latina                           | Frosinone                                                               | 55+780                                 | 13+420                                   |
| SR156 Var                                | Variante dei Monti Lepini     | Sezze                            | Roccasecca dei Volsci                                                   | 16+000                                 |                                          |
| SR156 Dir                                | dir Dei Monti Lepini          | Patrica                          | Ceccano                                                                 | 5+532                                  |                                          |
| SR207                                    | Nettunense                    | Ciampino                         | Anzio                                                                   | 37+700                                 | 10+700                                   |
| SR213                                    | Via Flacca                    | Terracina                        | Formia                                                                  | 36+080                                 | 9+230                                    |
| ex SR214                                 | Maria e Isola Casamari        | SR214                            | Sora                                                                    | 2+409                                  | 1+650                                    |
| SR214                                    | Maria e Isola Casamari        | Ferentino                        | ex SR214                                                                | 29+600                                 |                                          |
| SR218                                    | di Rocca di Papa              | Rocca di Papa                    | Grottaferrata                                                           | 9+200                                  | 0+450                                    |
| SR260                                    | Picente                       | Roccapassa (confine con Abruzzo) | Amatrice (Nodo SS4)                                                     | 18+868                                 |                                          |
| SR296                                    | della Scafa                   | Fiumicino Aeroporto              | Ostia Antica                                                            | 6+860                                  |                                          |
| SR312                                    | Castrense                     | Montalto di Castro               | Latera                                                                  | 40+568                                 |                                          |
| SR313                                    | di Passo Corese               | Passo Corese (Nodo SS4)          | Lugnola                                                                 | 45+550                                 |                                          |
| SR314                                    | Licinese                      | Vicovaro (Nodo SR5)              | Casaprota                                                               | 40+908                                 |                                          |
| SR411                                    | Sublacense                    | Roviano (Nodo SR5)               | Pitocco di Vico (Nodo SR155)                                            | 50+560                                 |                                          |
| SR411 dir                                | di Campocatino                | Guarcino                         | Campocatino                                                             | 18+400                                 |                                          |
| SR430                                    | della Valle del Garigliano    | San Vittore del Lazio            | San Vittore del Lazio                                                   | 3+660                                  |                                          |
| SR471                                    | di Leonessa                   | Rieti                            | Leonessa                                                                | 32+415                                 | 0+500                                    |
| SR509                                    | di Forca d'Acero              | Cassino                          | Passo di Forca d'Acero (San Donato Val di Comino - confine con Abruzzo) | 28+820                                 |                                          |
| SR521                                    | di Morro                      | Leonessa                         | Apoleggia                                                               | 25+350                                 |                                          |
| SR577                                    | del Lago di Campotosto        | Amatrice                         | Amatrice (confine con Abruzzo)                                          | 13+250                                 |                                          |
| SR578                                    | Salto Cicolana Rieti-Torano   | Santa Anatolia di Borgorose      | Rieti                                                                   | 51+200                                 |                                          |
| SR578 (Tratto Sotteso alla Rieti-Torano) | Salto Cicolana (TS RI-Torano) | SR578 km 44+100                  | SR578 km 47+100 (confine con Abruzzo)                                   | 3+000                                  |                                          |
| SR609                                    | Carpinetana                   | Colleferro                       | Mezzagosto di Priverno                                                  | 42+480                                 | 3+000                                    |
| SR627                                    | della Vandra                  | Sora                             | Cardito                                                                 | 47+250                                 | 2+000                                    |
| SR630                                    | Ausonia                       | Penitro                          | Cassino                                                                 | 31+250                                 |                                          |
| SR637                                    | di Frosinone e di Gaeta       | Frosinone                        | Fondi                                                                   | 52+045                                 | 4+050                                    |
| SR637 dir                                | di Frosinone e di Gaeta       | Giuliano di Roma (Nodo SR156)    | Ceccano (Nodo SR637)                                                    | 8+200                                  |                                          |
| SR657                                    | Sabina                        | Magliano Sabina                  | Galantina (Nodo SR313)                                                  | 23+200                                 |                                          |
| SR666                                    | di Sora                       | Sora                             | Valle Massima (Nodo SR509)                                              | 17+000                                 |                                          |
| SSV                                      | Sora - Cassino                | Sora                             | Cassino                                                                 | 13+400                                 |                                          |
| Tangenziale                              | di Cisterna di Latina         | Cisterna di Latina               | Cisterna di Latina                                                      | 2+200                                  |                                          |
| Tangenziale                              | dei Castelli                  | Genzano di Roma                  | Albano Laziale                                                          | 3+200                                  |                                          |
| Bretella                                 | SR313-SS4dir                  | SR313                            | SS4 dir                                                                 | 1+000                                  |                                          |